# セルゲイ・コズロフ (政治家)
セルゲイ・イワノビッチ・コズロフ（ロシア語: Сергей Иванович Козлов, ウクライナ語: Сергій Іванович Козлов、1963年11月7日 - ）は、ルハーンシク州出身の軍人、政治家で、2015年から2022年までルガンスク人民共和国（LPR）の首相を務めていた。
2014年のウクライナ革命、その後のLPRの独立宣言を受けて参加したドンバス人民民兵の少将。それ以前はウクライナの国家緊急事態局に所属していた。

## 略歴
1963年11月7日、クラスノドンに生まれる。
1981年、故郷のS・チュレニンの名を冠した中等教育学校を卒業した。1981年、故郷のS・チュレニンの名を冠した中等学校を卒業。1981年、ドンバスのプロレタリアートにちなんで名付けられたボロシロブグラード高等軍用航空学校に入学した。
1985年から1994年までソ連・ウクライナ軍に所属し、戦闘指揮官（教官）として卒業。
1994年から2005年まで非常事態省に勤務し、クラスノドン地区部長として大佐の階級で任務を終えた。
2006年から2009年までは引退していた。2009年から2012年まで、ルハンスク・エネルギー協会で主任サービスエンジニアとして勤務。
2014年5月22日、LNRの自主動員発表を受けて、ザーリャ大隊に入隊した。2014年5月27日、ゾーリャ大隊の参謀長に就任。2014年6月下旬より、LNR人民軍参謀長を務めている。
2014年10月より、LNR人民軍参謀長兼第一副司令官。LNRの少将に昇進した。
2015年12月26日よりLNR評議会議長（Gennady Tsypkalovの後任）。
2018年8月31日にDNRの代表Oleksandr Zakharchenkoが殺害された後、一部のメディアは、KozlovがSNSで「落ち着いて、パニックにならないように」と皆に呼びかけ、LNR領を不明な方向に去っていったと報じた。LNR閣僚評議会のプレスサービスはこの報道を否定し、コズロフがソーシャルメディアのアカウントを持っていることも否定した。